# Helen Morgan

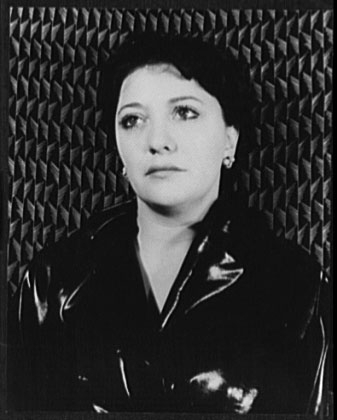
Helen Morgan (1935), Porträt von Carl Van Vechten

Helen Morgan, geborene Helen Riggins (* 2. August 1900 in Danville, Illinois; † 9. Oktober 1941 in Chicago, Illinois) war eine US-amerikanische Jazz-Sängerin und Schauspielerin.

## Leben und Karriere
Über Helen Morgans Kindheit und Jugend gibt es verschiedene Versionen. Die meisten biografischen Quellen sprechen vom 2. August 1900 als ihrem Geburtsdatum, doch Gilbert Maxwell gab in der Biografie Helen Morgan: Her Life and Legend den Oktober als Geburtsmonat an. Auch sei sie in Toronto, Kanada auf die Welt gekommen. In beiden Versionen gibt es auch unterschiedliche Angaben über Mutter und Vater. Nach der üblichen Version wuchs Helen Morgan als Tochter eines Farmers und einer Lehrerin im ländlichen Illinois auf. Nach der Scheidung ihrer Mutter nahm sie den Nachnamen Morgan an. Nach Maxwells Version wuchs sie als Tochter der Kellnerin Lulu Morgan auf. Diese wurde von ihrem Vater, einem Feuerwehrmann namens Thomas Morgan, verlassen. Das Ehepaar kam allerdings 1904 wieder zusammen und zog nach Danville, Illinois, wo der Vater die Familie wieder verlassen habe.
Anschließend stimmen beide Versionen wieder überein. Helen Morgan zog mit ihrer Mutter nach Chicago und besuchte dort die Crane High School, die sie jedoch vorzeitig verließ. Mit kleinen Jobs hielt sie sich über Wasser, bis sie Ende der 1910er Jahre ihre Karriere als Sängerin begann. Sie feierte als Torch-Song-Sängerin Erfolge in den Speakeasies. Regelmäßig trat sie während der Prohibition in großen Clubs wie der Green Mill oder Rose’s Backstage Club auf. Zudem trat sie bei Schönheitswettbewerben an und wurde 1918 zur Miss Illinois und zur Miss Mount Royal beim Wintersportfestival in Montreal gewählt. Mit dem Preisgeld, immerhin 1.500 US-Dollar, finanzierte sie sich ihre Ausbildung an der Metropolitan Opera School in New York City.
Ihre erste größere Musical-Rolle spielte sie im Musical Sally, wobei unklar ist, ob sie bei der Aufführung am Broadway oder auf der Tour mitspielte. Ansonsten trat sie weiterhin in Nachtclubs auf. Ihr Durchbruch kam mit einem Auftritt in Billy Roses Backstage Club in New York City. Dort trat sie wegen der Enge des Raumes häufig auf einem Klavier auf, was sich später zu ihrem Markenzeichen entwickeln sollte. Dort wurde sie von George White entdeckt, der sie für eine Reihe von Boadway-Revuen verpflichtete. Dies begann 1925 mit Scandal, mit der sie 169 Auftritte hatte. 1926 folgte Americana, bei der sie das Lied Nobody Wants Me sang. Mit dieser Revue hatte sie 224 Auftritte.
1927 hatte sie ihren endgültigen Durchbruch in der Originalversion des Broadway-Musicals Show Boat, in dem sie die Rolle der Julie LaVerne übernahm. Während der nächsten elf Jahre spielte und sang sie diese Rolle in verschiedenen Bühnen- und Filmversionen des Stücks, in der ersten Verfilmung wurde ihr Part jedoch von Alma Rubens übernommen. Gleichzeitig begann ihre eigentliche Aufnahmekarriere. Sie nahm für Brunswick Records und RCA Victor auf, unter anderem die Songs Can’t Help Lovin’ Dat Man und Bill, die zu den bekanntesten Hits dieser Ära zählten. 1927 gründete sie den Nachtclub Chez Morgan, wo sie mehrfach verhaftet wurde, weil sie gegen die Prohibitions-Gesetze verstieß. Anschließend nahm sie bis zum Ende der Prohibition Abstand von Auftritten in Nachtclubs. Ab 1931 trat Morgan auch in Show Ziegfeld Midnight Frolic auf, in der sie den Hit Who Cares What You Have Been? und Mean to Me sang, beides große Erfolge in der Prä-Charts-Zeit.
Neben den zahlreichen Filmversionen von Show Boat begann sie als drittes Standbein auch ihre Filmkarriere. 1929 und 1930 drehte sie für Paramount Pictures die Filme Applaus, Glorifying the American Girl und Roadhouse Nights. Morgan sang auch die Hauttrolle im Musical Sweet Adeline, in dessen Verfilmung jedoch Irene Dunne für die Rolle besetzt wurde, mit der Morgan in Show Boat zusammen gespielt hatte. Während der Großen Depression brachen die Ticketverkäufe für die Broadway-Shows weg und so versuchte Morgan sich als Sängerin fürs Radio, wo sie maßgeblich dazu beitrug, dass Lieder wie die George- und Ira-Gershwin-Komposition The Man I Love sowie Body and Soul aus Three’s a Crowd populär wurden. 1932 entstand mit Here Comes the Showboat eines der ersten Musical-Alben, bevor das Musikalbum überhaupt ein nennenswertes Medium wurde. Das Album war ein Mitschnitt einer Broadway-Show mit Paul Robeson als zweite Hauptrolle und erschien auf vier Grammophon-Platten.
Von 1932 bis 1934 trat sie weiterhin im Radio auf, unter anderem in der The Linit Bath Club Revue und bei Broadway Melodies, beide für den Sender CBS. 1933 heiratete sie den Anwalt Maurice Maschke Jr., die Ehe hielt jedoch nur drei Jahre. Mit dem Ende der Prohibition begann sie auch wieder in Nachtclubs aufzutreten. Zwischen 1930 und 1940 arbeitete sie weiter für Theater, Film und Radio. Während dieser Zeit fiel sie immer wieder durch Skandale wegen ihres Alkoholkonsums auf. 1934 kostete ihr dies ihre Rolle im Theaterstück Memory in Los Angeles. 1936 hatte sie ihren wohl größten Erfolg: die Hauptrolle in der 1936er Filmversion von Showboat.
Als Folge von langjährigem Alkoholismus wurde Morgan 1940 nach einem Zusammenbruch klinisch behandelt, erholte sich aber und startete ein Comeback. Am 27. Juli 1941 heiratete sie in Miami Beach den Autoverkäufer Lloyd Johnson. 1941 brach sie jedoch während der Aufführung von George White’s Scandals of 1942 auf der Bühne erneut zusammen. Sie wurde zwar operiert, erholte sich aber nicht mehr. Helen Morgan starb am 9. Oktober 1941 an Leberzirrhose.
Ihr Leben wurde 1957 zweimal verfilmt. Beide Versionen tragen den Titel The Helen Morgan Story. Bei der einen handelte es sich um eine Fernsehproduktion, während die populärere Filmversion (dt.: Ein Leben im Rausch) mit Ann Blyth in der Hauptrolle und Paul Newman als Morgans Manager Larry Maddux auskam. Ihr musikalisches Vermächtnis wird heute von Sony Music, die die Rechte an den CBS-Produktionen halten, und RCA Victor vermarktet.
1974 veröffentlichte Gilbert Maxwell die bereits erwähnte Biografie Helen Morgan: Her Life and Legend.

## Bühnenrollen
- 1923: Sally
- 1925–1926: Scandals
- 1926: Americana
- 1927: American Grand Guignol
- 1927–1929: Show Boat
- 1929–1931: Sweet Adeline
- 1931: Ziegfeld Follies
- 1932–1933: Show Boat
- 1934: Memory
- 1939: A Night at the Moulin Rouge
- 1940: Show Boat

## Filmografie
- 1923: The Heart Raider
- 1923: Six Cylinder Love
- 1929: Show Boat
- 1929: Applaus (Applause)
- 1929: Glorifying the American Girl
- 1930: Roadhouse Nights
- 1931: The Gigolo Racket (Kurzfilm)
- 1933: Manhattan Lullaby (Kurzfilm)
- 1934: You Belong to Me
- 1934: Marie Galante
- 1934: The Doctor (Kurzfilm)
- 1935: Go Into Your Dance
- 1935: Sweet Music
- 1936: Frankie and Johnnie
- 1936: Show Boat

## Diskografie (Auswahl)
Songs
- 1926: Nobody Wants Me
- 1926: Do, Do, Do
- 1927: A Tree in the Park
- 1927: Just Like a Butterfly
- 1927: Lazy Weather
- 1927: Maybe (mit Chick Endor)
- 1927: Me and My Shadow
- 1927: Possibly
- 1927: When I Discover My Man
- 1927: You Remind Me of a Naughty Springtime Cuckoo
- 1928: The Man I Love
- 1928: Who Cares What You have Been
- 1929: Bill
- 1929: Something to Remember You By
- 1929: More Than You Know (auch 1941)
- 1929: Can’t Help Lovin’ Dat Man (aus Show Boat)
- 1929: Mean to Me
- 1930: Don’t Ever Leave Me
- 1930: Body and Soul
- 1930: Something to Remember You By
- 1930: What Wouldn’t I Do for That Man
- 1930: Why I Was Born
- 1934: Give Me a Heart to Sing
- 1934: I’ve Got Sand in My Shoes
- 1934: It’s Home
- 1934: The Little Things You Used to Do
- 1934: Song of a Dreamer
- 1934: When He Comes Home to Me
- 1935: Frankie and Johnny
- 1935: I See Two Lovers
- 1935: I Was Taken by Storm
- 1936: Winter Overnight

Soundtracks und Kompilationen
- 1932: Here Comes The Showboat (mit unter anderem Paul Robeson, Soundtrack, Columbia Records)
- 1969: Rare Originals by Two Legendary Pioneers of Theatre and Tin Pan Alley (mit Fanny Brice, RCA Victor)
- 1972: Fanny Brice/Helen Morgan (RCA Victor)
- 1998: The Glory of Helen Morgan (MCI)
- 2005: Torch Singer (Sony Music)
- unbekannt: Helen Morgan Sings the Songs She Made Famous (Audio Rarities)